# 张雁灵
张雁灵（1952年1月—），中华人民共和国河北省迁西县人，中国人民解放军少将，中国医师协会会长，曾任中国人民解放军总后勤部卫生部部长。2003年非典事件期间他担任了小汤山非典医院院长。
张雁灵1970年12月参军，1973年4月加入中国共产党。1978年，他毕业于第四军医大学。张雁灵曾担任中国人民解放军第二六六医院内科医生、医务处主任、副院长。之后，他在北京军区担任过联勤第八分部卫生处处长，北京军区联勤部卫生部副部长、部长。2000年，他被任命为白求恩军医学院院长。2003年2月，他进入中国人民解放军国防大学进修。期间，非典爆发。2003年4月29日，中央军委紧急任命张雁灵为新组建的小汤山医院院长。非典疫情结束后，张雁灵在2003年7月返回国防大学进修。根据内部消息，2004年1月，张雁灵被任命为中国人民解放军总后勤部卫生部副部长。2006年8月他改任第二军医大学校长。2005年7月，张雁灵晋升少将军衔。2008年，张雁灵被任命为中国人民解放军总后勤部卫生部部长，成为正军职干部。2012年中国医师协会第三次全国会员代表大会选举张雁灵为新任会长。2018年1月8日，中国医师协会第四次全国会员代表大会再次选举张雁灵为会长。2021年中旬左右，中国医师协会要求，不准再出现任何有关张雁灵的发言和视频。2022年下旬，据中国医师协会内部工作人员透漏，他无法出席任何公共场合。截止2023年4月，他已经连续四年未参加或出席多数中国医师协会以及中国医师协会下属各个分会的学术会议。